# 楊炎
楊炎（727年—781年），字公南，凤翔府天兴县人（今陕西省凤翔县），中國唐朝中期的政治家，兩稅法的創造和推行者。

## 生平
楊炎風骨峻峙，文藻雄麗，早年即有盛名。通過科舉釋褐試後，河西節度使呂崇賁聘為書記官，官至中書舍人，後因與宰相元載同鄉，受重用為吏部侍郎，大曆十二年（777年）元載失勢被殺，朝廷派劉晏處理此案，楊炎坐貶道州司馬，因此對劉晏有怨恨。唐德宗即位（779年），被宰相崔祐甫推薦，任命為門下侍郎，同中書門下平章事（即宰相），次年建議推行兩稅法，每年分夏、秋兩季徵收（稱夏輸、秋輸），全部以金錢徵輸，廢止徭役。兩稅法使當時受藩鎮割據而財用不足的唐朝政府有所助益。
後崔祐甫因病淡出政壇，楊炎開始獨權，陷害有過節的財政專家劉晏，朝廷罷免了劉晏所兼的轉運、租庸、鹽鐵、常平等諸使。建中元年（780年）初，楊炎以劉晏奏事不實爲由，貶其爲忠州（今四川忠縣）刺史。楊炎的親信荊南節度使庾準更上奏德宗，稱劉晏誹謗朝廷，並稱劉晏曾致書朱泚，語言怨望，並召集士卒，打算造反。楊炎為此親自作了偽證，最終劉晏被誅殺，抄家時卻僅發現“雜書兩乘，米麥數斛”，天下冤之。此事使德宗起了殺死楊炎之心，於是起用盧杞為相以分權。楊炎鄙視盧杞，恥與為伍，往往托病不和對方一起進餐（每托疾息于他阁，多不会食），使盧杞懷恨在心；加上楊炎意圖集權中央的政策為各藩鎮所不滿，造成河北、河南藩鎮聯合叛亂，盧杞以李希烈遲不出兵討伐梁崇義一事，歸咎楊炎。德宗聽信盧杞之言，於建中二年十月將之貶為崖州（海南島）司馬，途中有詩云：“一去一萬里，千知千不還。崖州何處是，生度鬼門關。”杨炎並在途中被賜死，年五十五歲。
楊炎有才幹，但心胸狹隘，無法接受他人意見。德宗對楊炎的條陳提出不同意見時，楊炎動輒忿然作色，不肯繼續討論，“無復君臣之禮”。李泌與德宗討論盧杞之惡，曾說楊炎罪不致死，實乃盧杞構陷，德宗表示：“卿所言確有其事。但楊炎把朕當作小孩般對待，每次有事上奏商討，朕批准他的要求便告退，若朕不准奏，楊炎便以辭官作要挾，朕並非只因盧杞陷害才厭惡他的。”宋孫甫《唐史論斷》稱：“炎頗有才而心不公，故不能成就功業，卒至禍敗。”
工於繪畫，张彦远评其山水画“余观杨公山水图，想见其为人，魁岸洒落也。”《全唐詩》收錄楊炎詩二首。
子杨朗，殿中侍御史。

## 影视作品
- 1994年電視劇《人面桃花》  龐祥麟 飾 楊炎
- 2012年電視劇《紫釵奇緣》  李耀敬  飾 楊炎

## 延伸阅读
[在维基数据编辑]
 在维基文库阅读此作者作品
 《舊唐書/卷118》，出自刘昫《舊唐書》
 《新唐書·卷145》，出自《新唐書》